# Lago Onega
El lago Onega (Onego en ruso: Оне́жское о́зеро, en finés: Ääninen o Äänisjärvi, en carelio: Oniegu u Oniegu-järve, en vepsio: Änine o Änižjärv) está localizado al noroeste de la Rusia europea, cuyas aguas se extienden por la República de Carelia, el óblast de Leningrado y el óblast de Vologda. Las principales ciudades del lago son Petrozavodsk, capital de Carelia, Kondopoga y Medvezhegorsk.
Es el segundo lago más grande de Europa (tras el cercano lago Ladoga), con una superficie de 9894 km², un volumen de 280 km³ y una profundidad máxima de 120 m. Tiene unas 1650 islas, con un área total de algo más de 250 km². Desembocan en él 58 ríos, siendo los principales el Shuya (194 km), el Suna (280 km), el Vodla (149 km) y el Vytegra (64 km). El lago desagua a través del río Svir en el lago Ladoga.
En la parte norte del lago se encuentra el archipiélago de Kiji, declarado Patrimonio de la Humanidad por la Unesco. Alberga un complejo histórico de 89 iglesias ortodoxas de madera y otras construcciones de madera de los siglos XV al XX e incluye alrededor de 1200 petroglifos (grabados sobre rocas) localizados en la costa oriental, del segundo al cuarto milenio antes de Cristo.
El lago es parte de la vía fluvial del canal Mar Blanco-Báltico, inaugurada en 1933.

## Historia geológica
El lago es de origen glaciar-tectónico y es un remanente de un cuerpo de agua más grande que existía en esa zona durante una Edad de Hielo. En términos geológicos, el lago es bastante joven, formado —como casi todos los lagos del norte de Europa— a través de la actividad de talla de las capas de hielo continentales en la última parte de la última Edad de Hielo, hace 12 000 años. En la era Paleozoica (hace 300-400 millones de años) todo el territorio de la moderna cuenca del lago estaba cubierto por una plataforma marina situada cerca del antiguo, casi ecuatorial, continente Báltico. Los sedimentos en ese momento —piedra arenisca, arena, arcilla y piedra caliza— formaban una capa de unos 200 m de espesor que cubría el Escudo Báltico, compuesto de granito, gneis y nefrita. Al retirararse los glaciares finalizada la Edad de Hielo se formó el mar Littorina. Su nivel inicial era de unos 7-9 m metros más alto que en la actualidad, pero poco a poco descendió, disminuyendo así la zona marítima y dando lugar a la formación de varios grandes lagos en esa región del Báltico.

## Topografía e hidrografía
El lago Onega tiene una superficie de 9700 km², sin islas, y un volumen de 280 km³; su longitud es de 245 km y tiene un ancho de unos 90 km. Por superficie, es el segundo lago más grande de Europa y el 18.º lago del mundo. La ribera sur tiene una costa en su mayoría baja y continua, mientras que la norte es rocosa y escarpada.

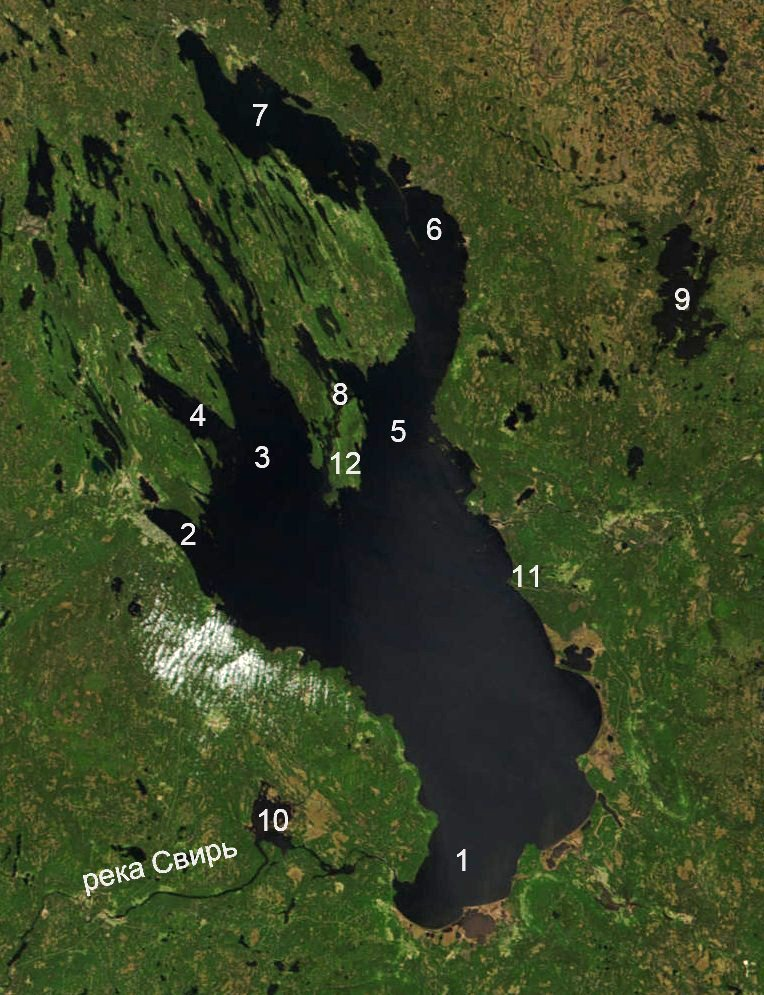
Vista de satélite (mayo de 2002). Los números indican:
1 - Bahía Svirsk
2 - Bahía Petrozavodsk y ciudad de Petrozavodsk
3 - Bahía Big Onego
4 - Bahía Kondopozhskaya
5 - Bahía Small Onego
6 - Bahía Zaonezhsky
7 - Bahía Povenetsky
8 - Isla Kizhi
9 - Lago Vodlozero y Parque nacional Vodlozero
10 - Ivinsky Spill y río Svir
11 - Cabo Besov Nos («Nariz del Diablo»)
12 - Isla Big Klimenetsky

El lago tiene varias bahías profundas, de forma muy alargada, que hacen que su figura se parezca a la de un cangrejo gigante. En la parte norte se encuentra una gran península, la de Zaonezhye (Заонежье); al sur de ella, está la isla Gran Klimenetsky (Большой Клименецкий). Al oeste de ellas se encuentra un área profunda (más de 100 m), el Gran Onego (Большое Онего), con las bahías de Kondopozhskaya (Кондопожская губа) (profundidad de hasta 78 m), Ilem-Gorskaya (42 m), Lizhemskoy (82 m) y Unitskoy (44 m). Al suroeste del Gran Onega está Petrozavodsk Onego (Петрозаводское Онего), con la larga bahía de Petrozavodsk y las pequeñas bahías de Yalguba y Pinguba. Al este de Zaonezhye hay otro gran entrante, cuya parte norte se llama bahía Povenetsky y la parte sur bahía Zaonezhsky. Hay secciones profundas que alternan con los bancos e islas que dividen la bahía en varias partes. La parte más meridional de todas, el Pequeño Onega, tiene de 40-50 m de profundidad. Todas las orillas son pedregosas.
La profundidad media del lago es de 31 m y el lugar más profundo está localizado en la parte norte (127 m). La profundidad media es de 50-60 m en el centro y disminuye a 20-30 m en la parte sur. El fondo tiene un perfil muy desigual, cubierto con sedimentos, y tiene numerosas trincheras de varios tamaños y formas en la parte norte, separadas por grandes bancos poco profundos. Esa estructura del fondo es favorable para los peces, y los bancos se utilizan para la pesca comercial.
El nivel del agua está regulado por la presa de la central hidroeléctrica de Verhnesvirskaya y varía sólo de 0,9-1,5 m al año. Se eleva debido a las crecidas de primavera, que duran 1,5-2 meses. El nivel de agua es mayor en junio-agosto y el mínimo se da en marzo y abril. Los ríos arrojan en el lago 15,6 km³ de agua al año, es decir hasta el 74 % del balance hídrico; el resto es proporcionado por la precipitación. La mayor parte del agua del lago (84% o 17,6 km³/año) sale a través de un único emisario, el río Svir, y el restante 16% se evapora superficialmente.
Hay frecuentes tormentas, más características de un mar que un lago; las olas de 2-3 metros no son infrecuentes y pueden incluso alcanzar los 5 m. Cerca de la costa y en las bahías el lago se congela a finales de noviembre-diciembre, y su centro a mediados de enero. El deshielo comienza en abril en los afluentes y llega al lago en el mes de mayo. El agua en las partes profundas es clara, con una visibilidad de hasta 7-8 m; en las bahías, la visibilidad puede disminuir a cerca de un metro. El agua es dulce, con un contenido de sal de 35 mg/l. Es elativamente baja para un lago y es aproximadamente 1,5 veces menor que en otro gran lago de la zona, el lago Ladoga. La máxima temperatura superficial del agua en el lago es de 20-24 °C y hasta de 24-27 °С en las bahías. Las aguas profundas son mucho más frías: de 2-2.5 °С en invierno y de 4-6 °С en verano. El clima en la región es relativamente frío, con temperaturas inferiores a 0 °C durante la mitad del año y con temperaturas estivales medias de 16 °C.

## Cuenca e islas

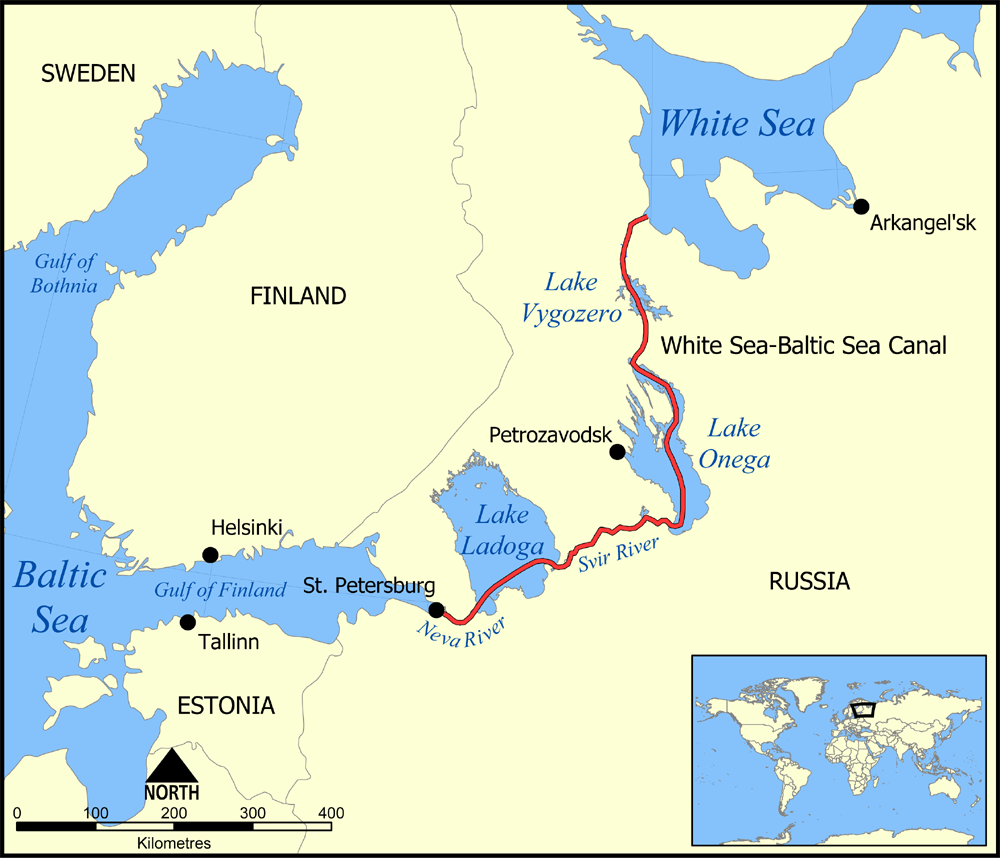
Recorrido del canal Mar Blanco-Báltico, del que forma parte el lago Onega.

El área de captación del lago Onega es de 51 540 km², desembocando en él 58 ríos y más de 110 tributarios, incluyendo el Shuya (194 km), el Suna (280 km), el Vodla (149 km), el Vytegra (64 km) y el Andoma. El único emisario es el río Svir, que marca el límite sur de Karelia. El río , discurre desde la costa suroeste del lago Onega hasta el lago Ladoga, que drena por el río Neva en el golfo de Finlandia.
El canal Mar Blanco-Báltico, la conexión navegable entre el mar Blanco y el mar Báltico, atraviesa el lago. La vía navegable Volga-Báltico, de 368 km, conecta el lago Onega con el río Volga, el mar Caspio y el mar Negro. El canal Onega, de 67 km, que sigue la ribera sur del lago, fue construido en 1818-20 y 1845-52 entre las desembocaduras del río Vytegra, en el este, y del río Svir, en el oeste. El canal forma parte del sistema del canal Mariinsk, un precursor de la hidrovía Volga-Báltico, y su fin era disponer de un paso en calma para los barcos que evitase las a menudo aguas tormentosas del lago. Tiene alrededor de 50 metros de ancho, y se encuentra a una distancia de entre 10 metros y 2 km de las orillas del lago. En la actualidad el canal no se utiliza para la navegación.
Hay alrededor de 1650 islas en el lago, con una superficie total de unos 250 km². Aunque la más famosa es la isla de Kizhi, con sus históricas iglesias de madera del siglo XVIII, la mayor isla es Gran Klimenetsky, con una superficie de 147 km². Tiene unos pocos asentamientos, una escuela y una colina central cuya altura máxima es de 82 metros. Otras islas grandes son la Gran Lelikovsky y Suysari.

## Galería

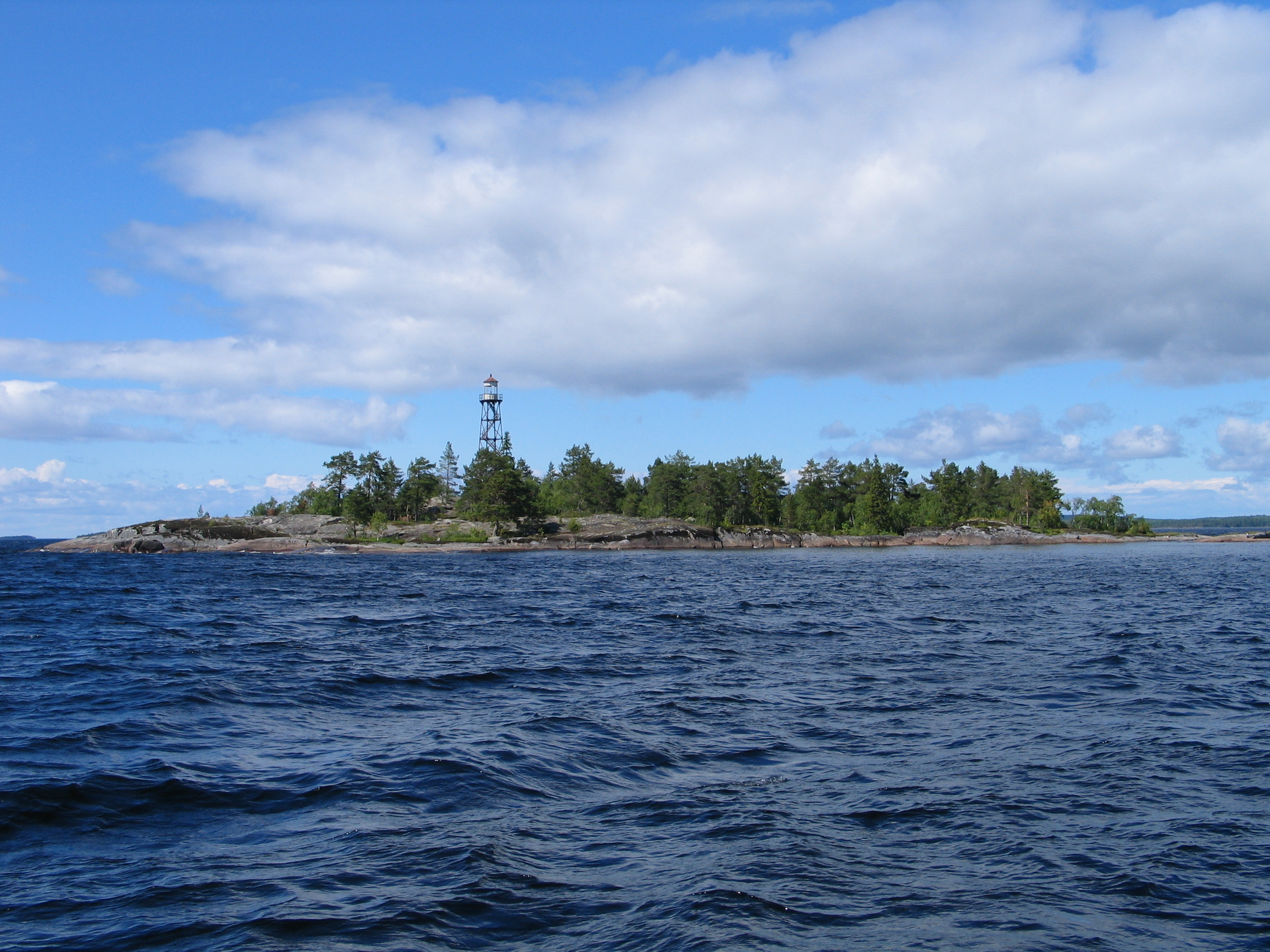
La isla Sosnowets
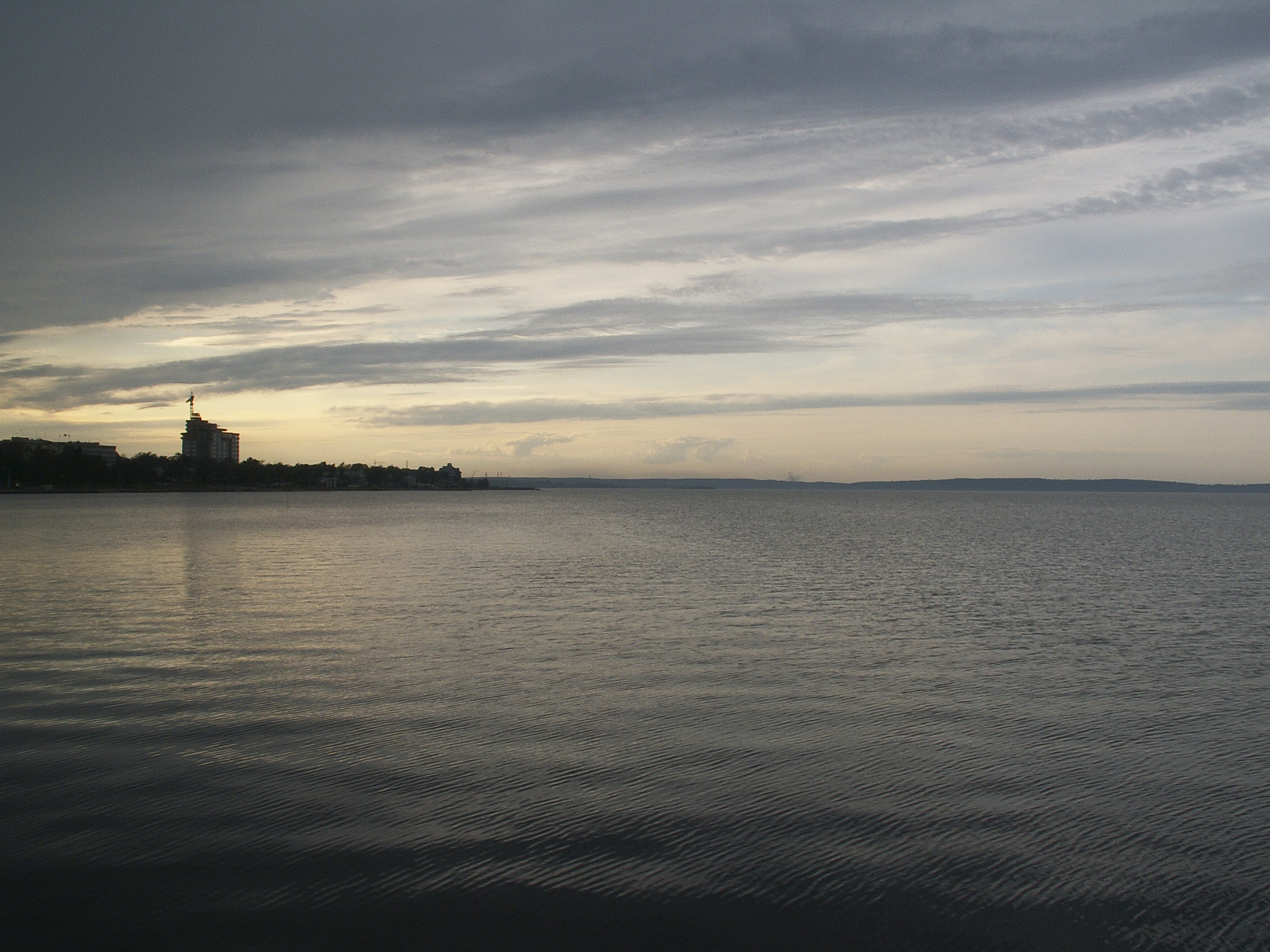
La bahía Petrozavodsk
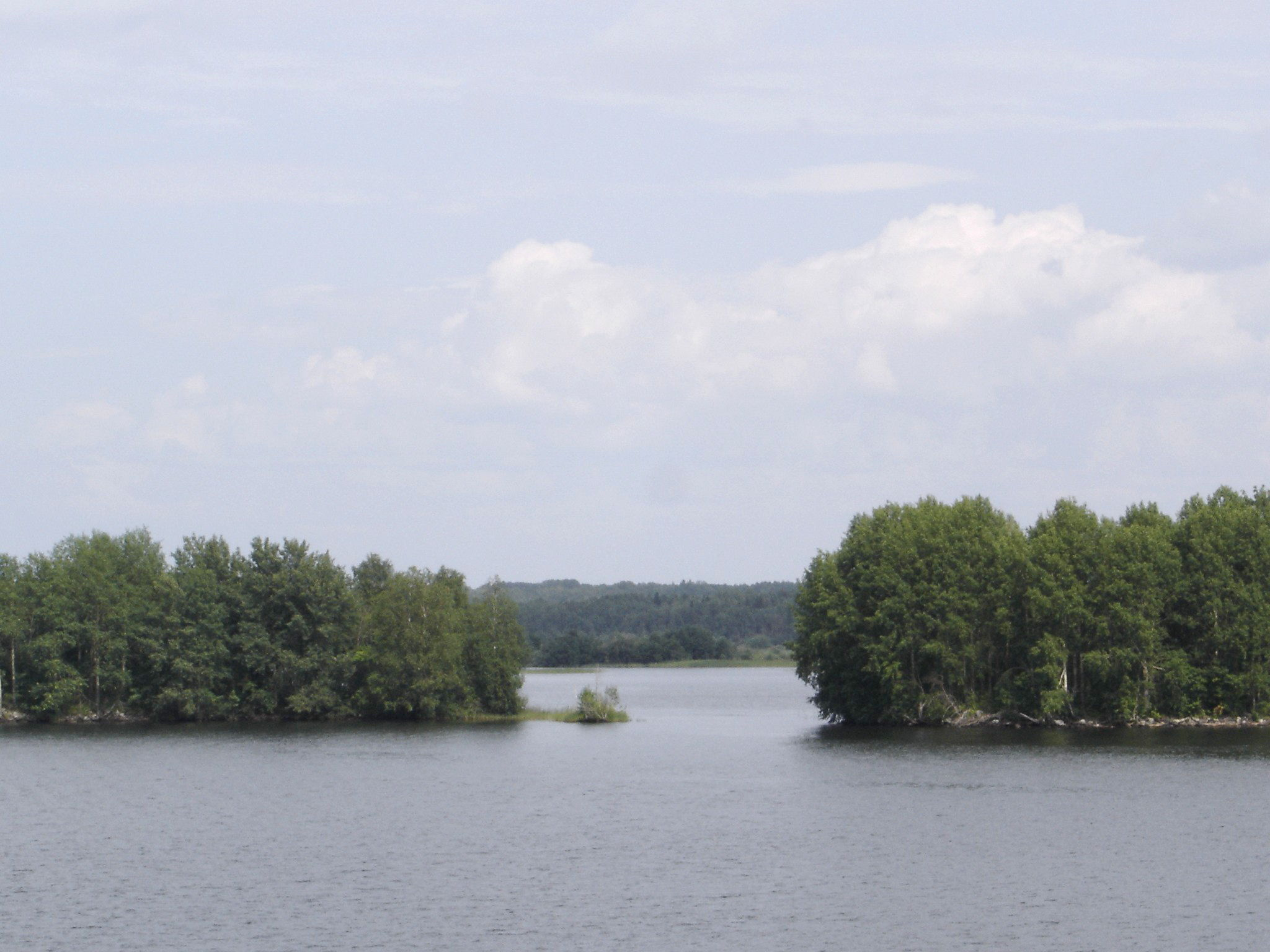
Algunas islas menores

La región costera está cubierta por densos bosques vírgenes. Los tres tipos principales son de coníferas, pero también son comunes el tilo, el olmo y el aliso europeo. Los animales más comunes en la zona son el alce, el oso pardo, el lobo, el zorro, la ardilla, la liebre, el lince, la marta, el tejón europeo, así como la rata almizclera y el visón, originarios de América que se introdujeron en la zona en el siglo XX. Alrededor de unas 200 especies de aves de 15 familias distintas han sido observadas en la cuenca del lago.
El lago Onega cuenta con una gran variedad de peces e invertebrados acuáticos, incluyendo reliquias del período glacial, como la lamprea. Hay alrededor de 47 especies de peces de 13 familias, como el esturión, salmón de lago, trucha de lago, trucha de arroyo, olía europea, timalos, rutilos, carpas Crucian, corégonos, gobios, char, lucio, cisco europeo, carpa común, carpa plateada, carpa dorada, carpa de sable, locha espinada, siluro, anguila europea, rudd, ide, gobio, lucioperca, perca, acerina y lota.

## Ecología
Aunque el área del lago solía ser virgen, el nivel de contaminación está aumentando gradualmente, especialmente en la parte noroeste y norte que albergan las instalaciones industriales de Petrozavodsk, Kondopoga y Medvezhegorsk. Alrededor del 80 % de la población y más del 90 % de las industrias de la cuenca se concentran en esas áreas, con cerca de 190 millones de m³ de aguas residuales y 150 toneladas de emisiones al año. La actividad humana resultante requiere unos 315 millones de m³ de agua drenada al año, de los cuales el 46% son industriales y domésticas, el 25 % es de escorrentía de aguas pluviales y el 16 % corresponde a la mejora de la tierra. Este drenaje contiene 810 toneladas de fósforo y 17 000 toneladas de nitrógeno; 280 y 11 800 toneladas de esos elementos se eliminan a través del río Svir, mientras que el resto se acumula en el lago. Los buques y embarcaciones a motor (alrededor de 8000 unidades) contribuyen con una contaminación por hidrocarburos de alrededor de 830 toneladas al año, además de fenoles (0,5 toneladas), plomo (0,1 toneladas) y óxidos de azufre, nitrógeno y carbono.

## Economía

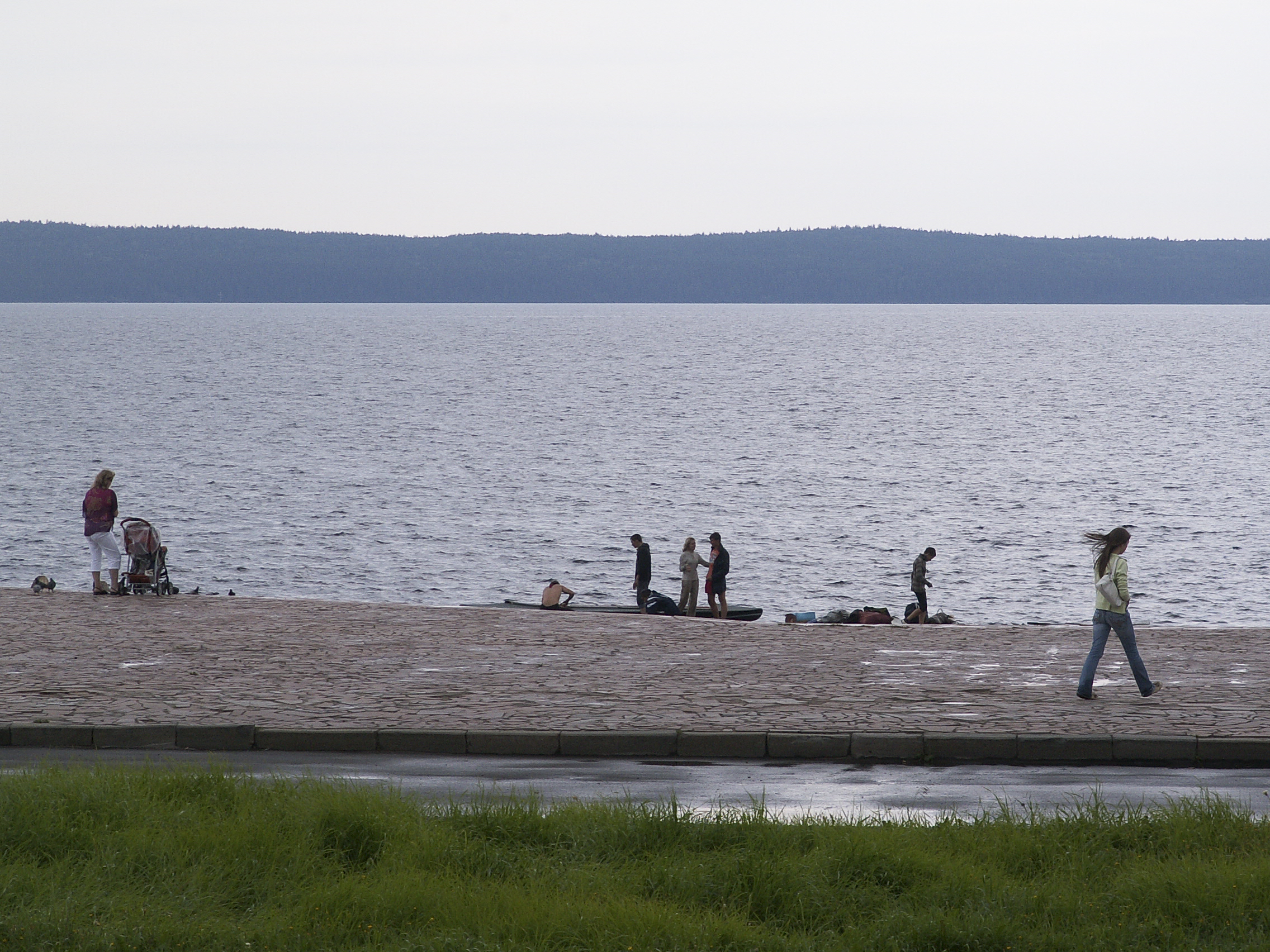
Vista del lago

La cuenca del lago es una importante fuente de granito, mármol y pizarra negra en Rusia, que han sido explotadas en la zona desde el siglo XVIII. También hay metalurgia avanzada, especialmente en el área de Petrozavodsk, que produce alrededor del 25 % de los productos industriales de Karelia. El nivel de agua del lago está controlado por las presas de las plantas de energía hidroeléctrica de Nizhnesvirskaya (Нижнесвирская ГЭС, Bajo Svir) y Verzhnesvirskaya (Верхнесвирская ГЭС, Alto-Svir). La primera fue construida entre 1927 y 1938 y tiene una potencia máxima de 99 MW. La construcción de la planta Verzhnesvirskaya comenzó en 1938, pero fue interrumpida por la Segunda Guerra Mundial y sólo pudo reanudarse en 1947. La planta se terminó en 1952 y proporciona 160 MW. Los embalses asociados con la planta Verzhnesvirsk tienen una superficie de 9930 km² y un volumen de 260 km³, es decir, son casi iguales al propio lago Onega. Su construcción elevó el nivel de agua del lago 0,5 m.
El lago cuenta con un elaborado sistema de navegación, ya que es parte de la hidrovía del Volga-Báltico y del canal Mar Blanco-Báltico, que conecta las cuencas del Báltico, el Caspio y los mares septentrionales. Estos canales permiten el transporte de mercancías desde el lago hacia distintos países, desde Alemania a Irán, aunque la mayoría del tráfico va a Finlandia, Suecia, Alemania y Dinamarca. El canal Onega, que corre a lo largo de la orilla sur del lago, no se utiliza en la actualidad. El tráfico de carga en el lago Onega asciende a 10-12 millones de toneladas al año, con cerca de 10 300 viajes de buques. En las orillas del lago hay dos puertos (Petrozavodsk y Medvezhegorsk), 5 muelles (Kondopoga, Povenets, Shala, Vytegra y Ascensión (Вознесенье) y 41 embarcaderos.
La pesca es una actividad importante en el lago. Se pescan comercialmente 17 especies, sobre todo cisco Europea, smelt, corégonos, lota, lucioperca, perca, acerina, carpa dorada, salmón de lago, lucio y, algo menos, de ide, timalos, carpa común, común sombrío y carpín.
Aunque no existe un servicio regular de pasajeros en el lago, hay varios viajes turísticos al día que hacen las rutas de Petrozavodsk–Kizhi, Petrozavodsk–Velikaya Guba y Petrozavodsk–Shala. Se realizan en hidroplano y barcos de motor y se utilizan para el transporte de pasajeros. Además, hay barcos de pasajeros que hacen la ruta Petrozavodsk-Shala.
La vela es una actividad muy popular en el lago y hay un club náutico en Petrozavodsk. Desde 1972, todos los finales de julio el lago alberga la regata más grande de Rusia (Онежская парусная регата), que es parte del Campeonato Abierto de Rusia en la clase de Cruisers Yachts "Open800". La regata tiene estatus internacional.

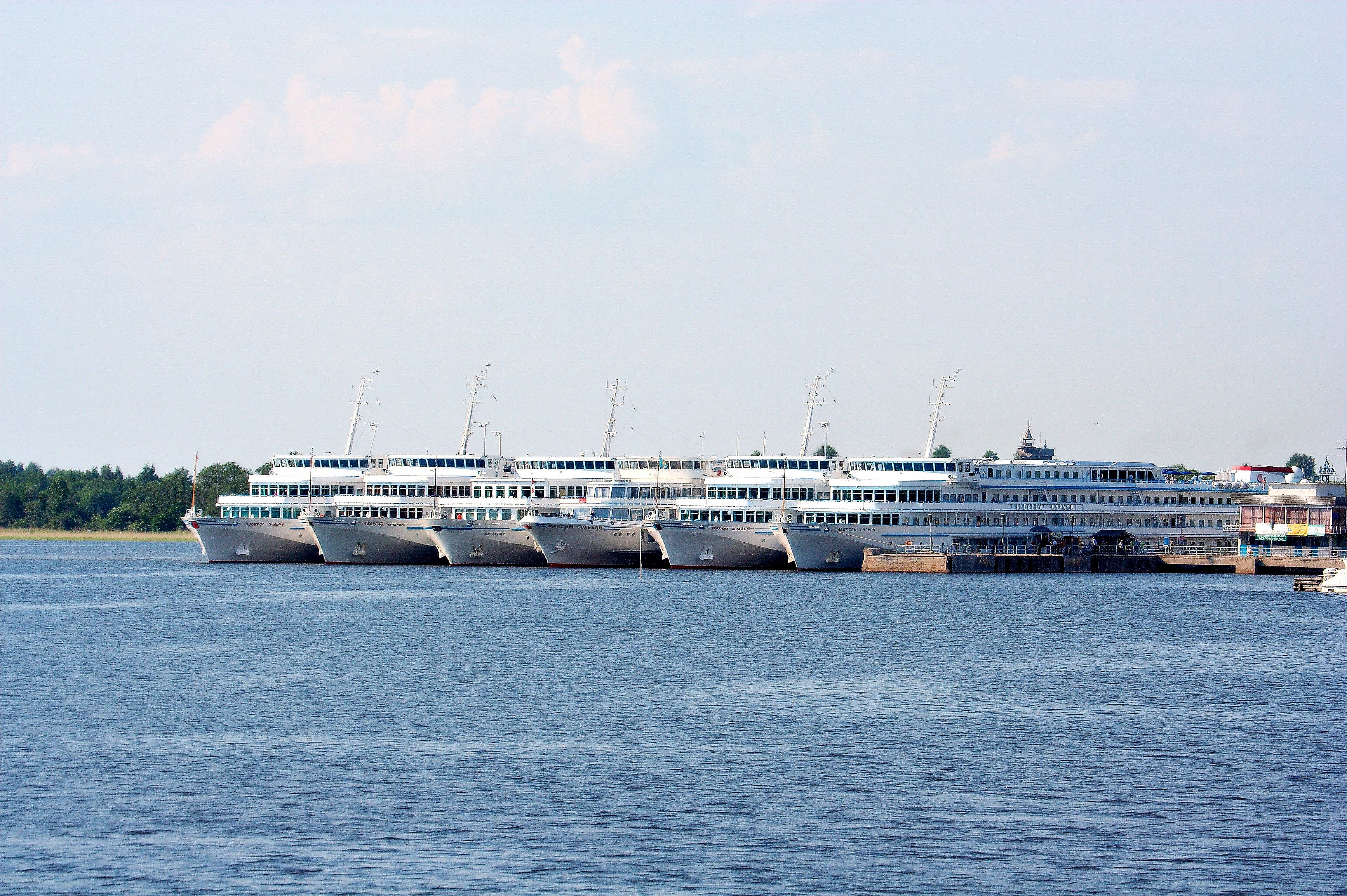
Barcos en el muelle "Kizhi"
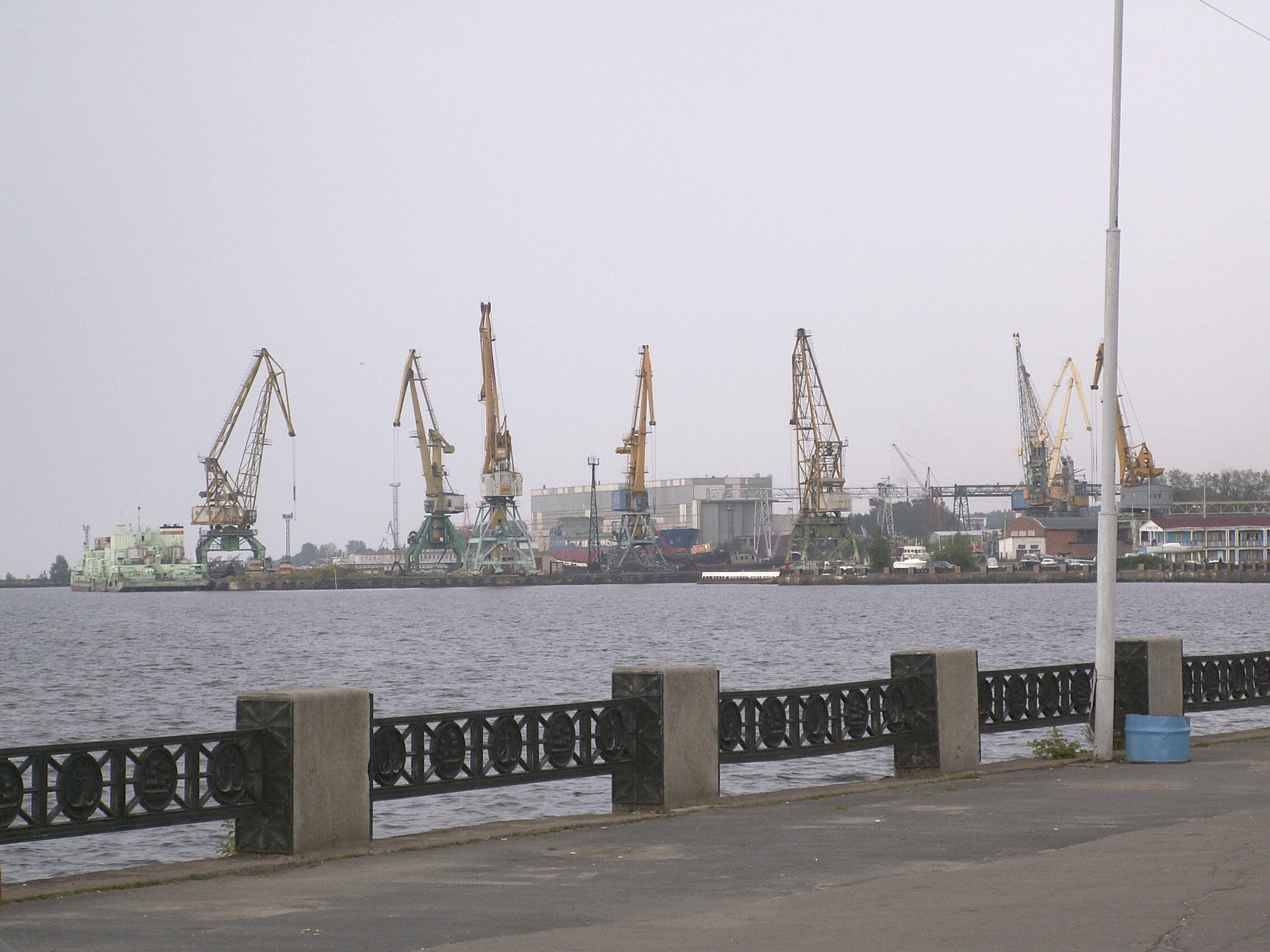
El puerto carguero de Petrozavodsk
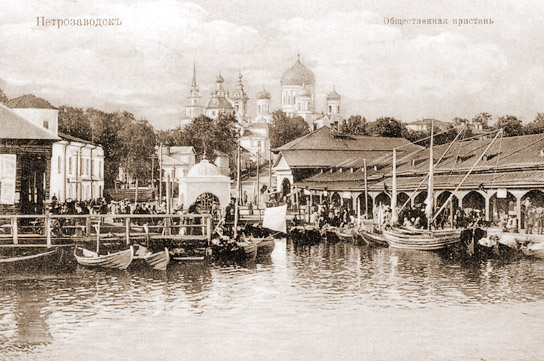
Petrozavodsk en 1915

## Historia y lugares

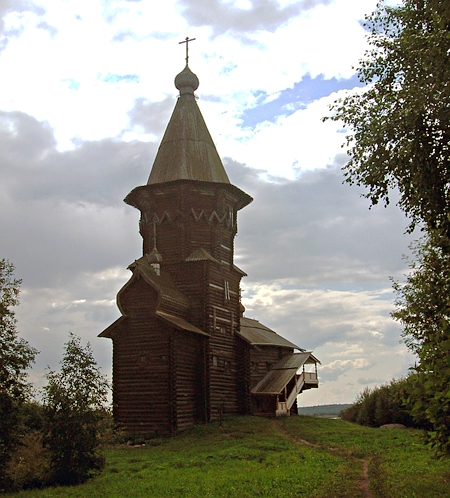
La iglesia de Uspenskaya en Kondopoga

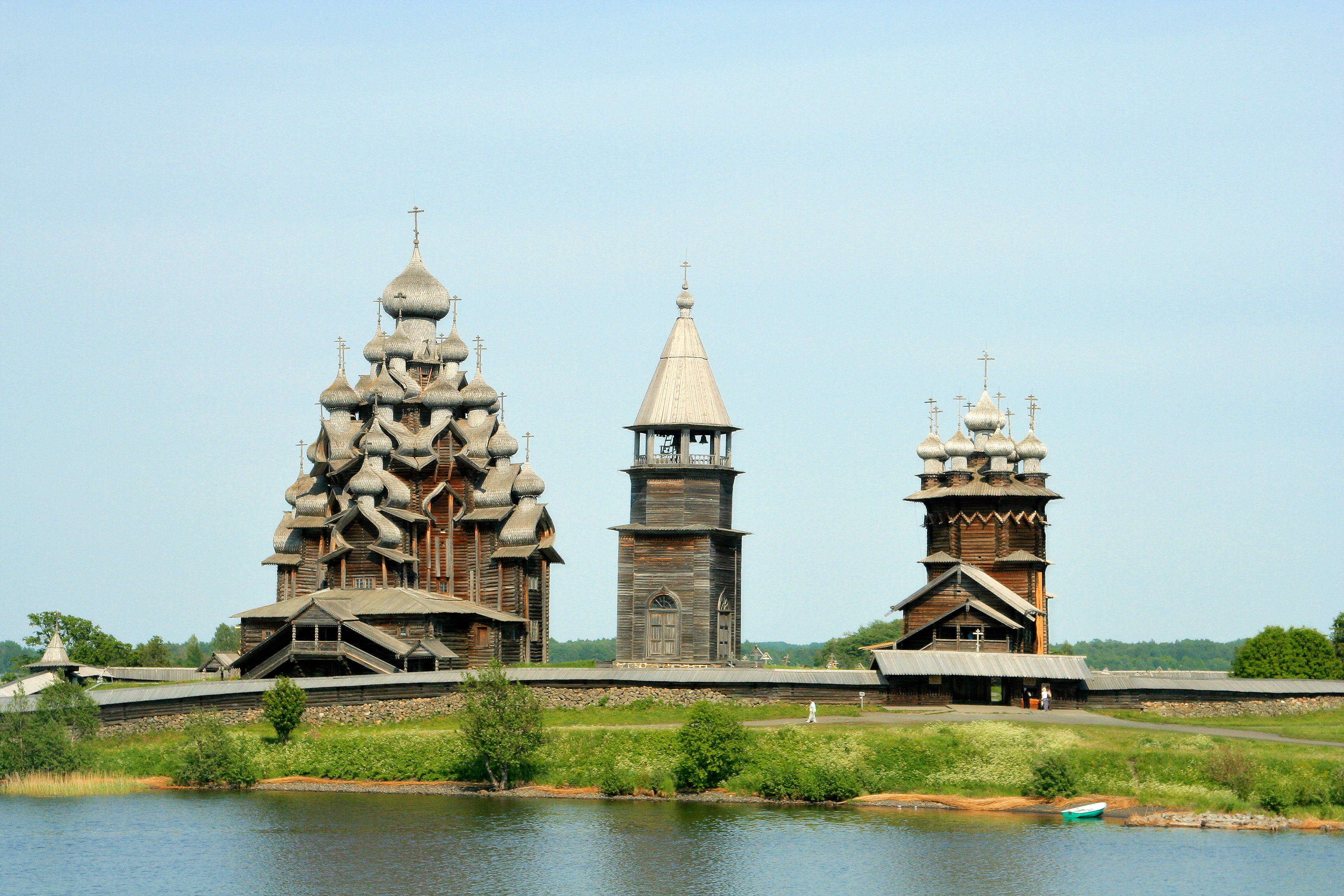
Kizhi Pogost

### Ciudades
La ciudad más grande en el lago es Petrozavodsk, la actual capital de la República de Carelia (266 160 habitantes en 2002), fundada en 1703 por Pedro I para explotar los depósitos de minerales. En el área de Petrozavodsk hay gran número de monumentos históricos, como el conjunto arquitectónico de la Plaza Redonda (de finales del siglo XVIII) y el Gimnasio de 1790. En la ribera del lago Onega se ha erigido una serie de esculturas, muchas de ellas regalos de ciudades gemelas.
Kondopoga es conocida desde 1495 y en ella destaca la iglesia Uspenskaya (Asunción) construida en 1774. De 42 metros de altura, es una de las iglesias de madera más altas del norte de Rusia. Hay dos carillones en la ciudad, con 18 y 23 campanas, y también un campo de deportes de hielo cubierto con capacidad para 1850 espectadores y un Palacio de las Artes con un órgano.
La ciudad de Medvezhegorsk fue fundada en 1916 y desde 1931 se convirtió en la base de la construcción del canal Mar Blanco-Báltico. Entre 1703-10 y 1766-69 estuvo operando una fábrica en la ciudad. Durante la II Guerra Mundial, durante tres años, esta zona fue ocupada por las fuerzas finesas y fue lugar de muchas actividades militares.

### Isla Kizhi
La principal atracción del lago es la isla de Kizhi, en la parte norte del lago, que es un Área de Conservación histórica, arquitectónica y etnográfica del Estado. Hay 89 monumentos arquitectónicos de madera de los siglos XV al XX en la isla. El más notable es Kizhi Pogost, del siglo XVIII, que consiste en una iglesia estival de veintidós cúpulas, una iglesia invernal de nueve cúpulas y un campanario. El Pogost se incluyó en la lista del Patrimonio Mundial de la UNESCO en 1990. En el periodo estival hay conexiones diarias en barco a la isla de Petrozavodsk.

### Petroglifos Onega
Otro de los atractivos del lago Onega son los petroglifos (grabados rupestres). Están localizados en la costa oriental del lago y se remontan a los milenios segundo a cuarto antes de Cristo. Hay alrededor de 1200 petroglifos diseminados en una zona de 20 km, incluyendo varios cabos, como el Besov Nos. Los grabados tienen de 1-2 mm de profundidad y representan animales, personas, botes y formas geométricas, como formas circulares y de media luna.

### Otros
Hay muchos monumentos históricos más dispersos en todo la zona del lago, como el monasterio Svyat-Uspensky, en el cabo de Murom, en la orilla oriental. El monasterio fue fundado en 1350, cerró en 1918 y fue restaurado en 1991.